# Boston Marathon 2004

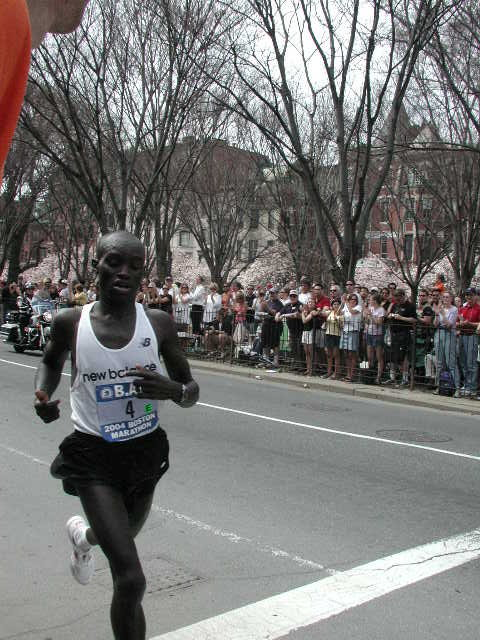
Timothy Cherigat op weg naar zijn overwinning.

De Boston Marathon 2004 werd gelopen op maandag 19 april 2004. Het was de 108e editie van deze marathon.
De Keniaan Timothy Cherigat finishte bij de mannen als eerste in 2:10.37. De Keniaanse Catherine Ndereba won bij de vrouwen in 2:24.27. Beiden wonnen met deze overwinning $ 80.000.
In totaal finishten er 16.743 marathonlopers, waarvan 10.504 mannen en 6239 vrouwen.

## Uitslagen

### Mannen
| rang   | naam                  | land | tijd    |
| ------ | --------------------- | ---- | ------- |
| Goud   | Timothy Cherigat      | KEN  | 2:10.37 |
| Zilver | Robert Cheboror       | KEN  | 2:11.49 |
| Brons  | Martin Lel            | KEN  | 2:13.38 |
| 4      | Stephen Kiogora       | KEN  | 2:14.34 |
| 5      | Hailu Negussie        | ETH  | 2:17.30 |
| 6      | Benjamin Kosgei       | KEN  | 2:17.45 |
| 7      | Joshua Kipkemboi      | KEN  | 2:18.23 |
| 8      | Andrew Letherby       | AUS  | 2:19.31 |
| 9      | Fedor Ryzhov          | RUS  | 2:21.24 |
| 10     | Elly Rono             | KEN  | 2:22.45 |
| 11     | Aleksandrs Prokopcuks | LAT  | 2:23.48 |
| 12     | Wilson Komen          | KEN  | 2:24.06 |
| 13     | Christopher Zieman    | USA  | 2:25.45 |
| 14     | Salvatore Bettiol     | ITA  | 2:26.15 |
| 15     | Kentaro Suzuki        | JPN  | 2:27.15 |
| 16     | Dawit Terefa          | ETH  | 2:27.54 |
| 17     | Eric Post             | USA  | 2:29.13 |
| 18     | Mario Fattore         | ITA  | 2:29.17 |
| 19     | Michael Wardian       | USA  | 2:29.57 |
| 20     | John Mentzer          | USA  | 2:30.50 |
| 21     | Laban Kipkemboi       | KEN  | 2:31.17 |
| 23     | John Mirth            | USA  | 2:32.32 |
| 25     | Hiroaki Takeda        | JPN  | 2:33.22 |

### Vrouwen
| rang   | naam                       | land | tijd    |
| ------ | -------------------------- | ---- | ------- |
| Goud   | Catherine Ndereba          | KEN  | 2:24.27 |
| Zilver | Elfenesh Alemu             | ETH  | 2:24.43 |
| Brons  | Olivera Jevtić             | SCG  | 2:27.34 |
| 4      | Jeļena Prokopčuka          | LAT  | 2:30.16 |
| 5      | Nuța Olaru                 | ROU  | 2:30.44 |
| 6      | Lyubov Denisova            | RUS  | 2:31.17 |
| 7      | Malgorzata Sobanska        | POL  | 2:32.23 |
| 8      | Viktoriya Klimina          | RUS  | 2:33.20 |
| 9      | Ramilja Boerangoelova      | RUS  | 2:34.08 |
| 10     | Ai Yamamoto                | JPN  | 2:34.32 |
| 11     | Rika Tabashi               | JPN  | 2:41.41 |
| 12     | Jessica-Patricia Rodriguez | MEX  | 2:50.57 |
| 13     | Andrea Niggemeier          | GER  | 2:50.59 |
| 14     | Angela Batsford            | CAN  | 2:57.06 |
| 15     | Mary Ann Protz             | USA  | 2:57.58 |
| 16     | Lee Dipietro               | USA  | 2:58.59 |
| 17     | Stephanie Hodge            | CAN  | 3:00.00 |
| 19     | Lisa Valentine             | USA  | 3:02.19 |
| 20     | Shannon Mchale             | USA  | 3:03.30 |
| 21     | Jane Johnson               | USA  | 3:03.44 |
| 25     | Sayuri Kusutani            | JPN  | 3:16.13 |

1897 ·
1898 ·
1899 ·
1900 ·
1901 ·
1902 ·
1903 ·
1904 ·
1905 ·
1906 ·
1907 ·
1908 ·
1909 ·
1910 ·
1911 ·
1912 ·
1913 ·
1914 ·
1915 ·
1916 ·
1917 ·
1918 ·
1919 ·
1920 ·
1921 ·
1922 ·
1923 ·
1924 ·
1925 ·
1926 ·
1927 ·
1928 ·
1929 ·
1930 ·
1931 ·
1932 ·
1933 ·
1934 ·
1935 ·
1936 ·
1937 ·
1938 ·
1939 ·
1940 ·
1941 ·
1942 ·
1943 ·
1944 ·
1945 ·
1946 ·
1947 ·
1948 ·
1949 ·
1950 ·
1951 ·
1952 ·
1953 ·
1954 ·
1955 ·
1956 ·
1957 ·
1958 ·
1959 ·
1960 ·
1961 ·
1962 ·
1963 ·
1964 ·
1965 ·
1966 ·
1967 ·
1968 ·
1969 ·
1970 ·
1971 ·
1972 ·
1973 ·
1974 ·
1975 ·
1976 ·
1977 ·
1978 ·
1979 ·
1980 ·
1981 ·
1982 ·
1983 ·
1984 ·
1985 ·
1986 ·
1987 ·
1988 ·
1989 ·
1990 ·
1991 ·
1992 ·
1993 ·
1994 ·
1995 ·
1996 ·
1997 ·
1998 ·
1999 ·
2000 ·
2001 ·
2002 ·
2003 ·
2004 ·
2005 ·
2006 ·
2007 ·
2008 ·
2009 ·
2010 ·
2011 ·
2012 ·
2013 ·
2014 ·
2015 ·
2016 ·
2017 ·
2018 ·
2019 ·
2020 ·
2021 ·
2022